# 古北口战役阵亡将士墓
古北口战役阵亡将士墓，位于北京市密云县古北口镇南关外国道西侧长城脚下，是1933年长城抗战古北口战役中阵亡的中国将士的公墓。

## 历史
1933年1月1日，日军进攻山海关，长城抗战开始。长城各口中，山海关于1月3日遭日军占领，冷口于4月11日遭日军占领。4月13日，国民革命军第29军被迫放弃喜峰口。从3月10日到5月15日，中国守军同日军进行了长城抗战中的古北口战役，是长城抗战中战斗时间最长的一场战役。5月15日，日军占领密云县城，古北口战役结束。参加古北口战役的中国军队有东北军第67军第112师（军长王以哲，师长张廷枢）、南京国民政府军第17军之第2、第25、第83师（军长徐庭瑶，师长分别是黄杰、关麟征、刘戡），中国军队投入兵力数万人。参加古北口战役的日军部队有第8师团、骑兵第3旅团、第6师团主力、第33混成旅团，第16师团一部，第5师团第11联队，以及炮兵、空军、坦克兵各一部，投入兵力也达数万人。中国守军与日军在古北口战场共伤亡1.3万余人，其中日军伤亡5000余人，中国守军伤亡8000余人。
此次战役以中国军队失败而告终。密云县自此被分割为三部分：西北部的白马关、鹿皮关、河防口以西以北的40余个村庄被划入满洲国；古北口被日军占领；长城以内的村庄属蓟密区，被日军划入“非武装区”。古北口战役结束后的5月31日，南京国民政府与日本签定了《塘沽协定》，中国吞下了屈辱的条件。
此次战役结束后，古北口东关、南关，街巷和田野布满尸体。在路边街巷的中国将士遗体，由民众掩埋到菜窖里；山谷田野的中国将士遗体，则由杨令公庙道士王乐如率人择地掩埋。《塘沽协定》签定后，南京国民政府起运500具尸骨赴蚌埠立墓另行安葬，剩下的一些尸骨由国民政府军事委员会北平分会捐款，古北口商务会牵头，请道士王乐如组织民众，从田野山谷中再度收敛尸骨360多具，在古北口南关外西山根处挖一大坑，将尸体全部掩埋在坑内，一层苇席，一层尸体，共埋有3层，最后在上面堆起一高大坟头（自此当地人称之为“肉丘坟”）。坟头四周砌起一道花墙，花墙的门垛上写有挽联，国民政府军事委员会北平分会在坟前立有一通墓碑。此即古北口战役阵亡将士墓。
1992年，密云县人民政府将此处定为“青少年爱国主义教育基地”。1995年被列为北京市文物保护单位，1996年被列为北京市爱国主义教育基地。2015年列入第二批国家级抗战纪念设施、遗址名录。

## 建筑
该公墓规模较大，墓顶用黄沙堆积形成，高5米，底部直径10米。墓的四周用砖砌有1.6米高的花墙，东面留有一门，门口两侧有2米高的门垛，门垛上有一副挽联：“大好男儿光争日月，精忠魂魄气壮山河”。门顶上有四块铁方，上面题有“铁血精神”四个大字。墓的前方立有一座高2.5米的墓碑，墓碑上刻有“癸酉年古北口战役阵亡将士公墓”14个大字，落款是“国民政府军事委员会北平分会”，“中华民国二十四年三月立”。 